# نکروفول
نکروفول (انگلیسی: Nkroful) روستایی در ناحیه المبل در منطقه غرب غنا نزدیک آکسیم در استان غربی (غنا) است.

## موقعیت جغرافیایی

### موقعیت
نکروفول در ۵ کیلومتری (۳ مایلی) بزرگراه ساحلی، از نقطه اتصال شهر اسیاما در داخل کشور قرار دارد.

## مقبره نکرومه
نکروفول به عنوان زادگاه قوام نکرومه معروف است. نکرومه در ۲۱ سپتامبر ۱۹۰۹ در آنجا به دنیا آمد، در آنجا بزرگ شد و در ۹ ژوئیه ۱۹۷۲ نیز پس از مرگش در آنجا به خاک سپرده شد. نکروفول به‌دلیل وجود مقبره و بنای اصلی نکرومه بازدیدکنندگان را به خود جذب می‌کند.

## زبان
زبان‌هایی که در نکروفول صحبت می‌شوند عبارتند از: زبان اکانی و زبان انگلیسی.